# Cortina Rasgada
Cortina Rasgada (título original Torn Curtain) é um filme estadunidense de 1966, do gênero suspense, dirigido por Alfred Hitchcock.

## Sinopse
Um cientista estadunidense, Michael Armstrong, participa de um congresso internacional de física acompanhado de sua assistente e noiva Sarah Sherman. No congresso, realizado em Copenhaga, ele revela a Sarah que necessita abandonar o encontro e partir para Suécia. Porém ela descobre na verdade ele reservou passagem para Berlim Oriental e resolve segui-lo. Ao desembarcar ele revela a todos sua adesão ao governo da Alemanha Oriental e que pretende trabalhar com o professor Gustav Lindt da Universidade de Leipzig.
Planeja, sem nenhuma interferência do governo americano, obter a solução matemática de um projeto de arma antimíssil, em que trabalhara por seis anos mas que fora cancelado, e Lindt conhecia. Ao contactar membros da organização de fuga de espiões, conhecida como Pi, acaba descoberto por Gromek, seu acompanhante da polícia alemã, e o mata.
É enviado a Leipzig juntamente com Sarah que concordara desertar. Após ludibriar Lindt e obter a fórmula que buscava, ele e Sarah empreendem fuga com ajuda de membros da organização. Embarcam em um ônibus até Berlim onde uma senhora, a ex-condessa Kuchinska, oferece-se a ajudá-los desde que lhe obtenham um visto para os Estados Unidos. São intensamente procurados pela Stasi mas conseguem embarcar em um navio para Suécia.

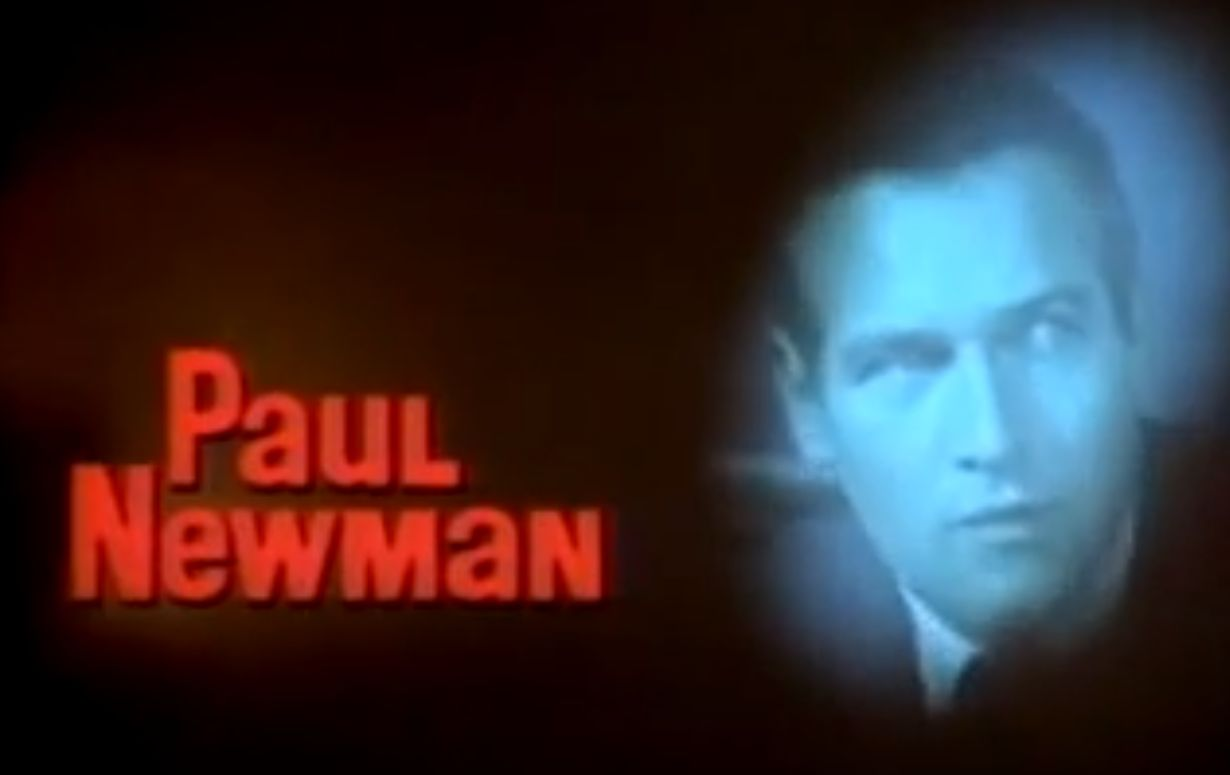
Paul Newman no trailer do filme

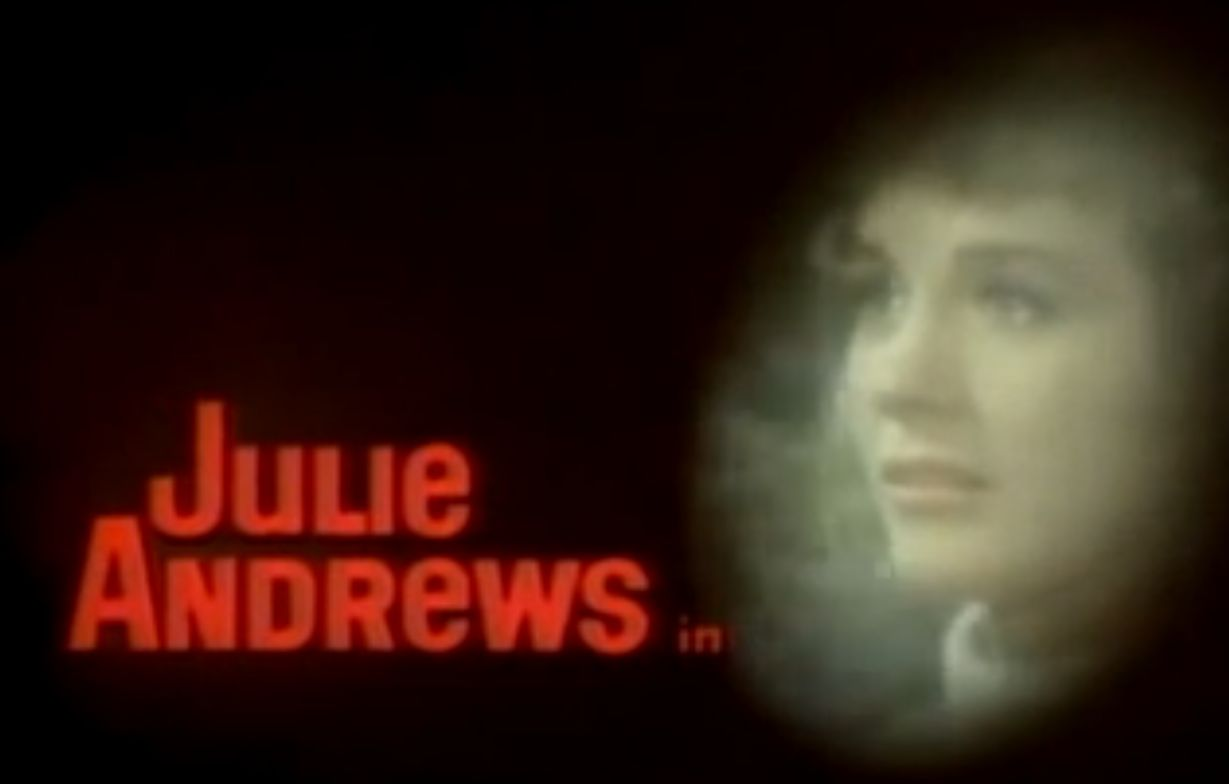
Julie Andrews no trailer do filme

## Elenco
- Paul Newman – Professor Michael Armstrong
- Julie Andrews – Sarah Louise Sherman
- Lila Kedrova – Condessa Kuchinska
- Hansjörg Felmy – Heinrich Gerhard
- Tamara Toumanova – bailarina
- Wolfgang Kieling – Hermann Gromek
- Ludwig Donath – Professor Gustav Lindt
- Günter Strack – Professor Karl Manfred
- Gisela Fischer – Dra. Koska
- Mort Mills – fazendeiro/agente
- Carolyn Conwell – esposa do fazendeiro
- Arthur Gould-Porter – Freddy
- Gloria Govrin – senhorita Mann
- David Opatoshu – Jacobi

## Produção
Alfred Hitchcock revelou depois que a escolha dos atores principais foi um erro - uma imposição dos estúdios Universal. Não reagiu bem ao receber um memorando de Paul Newman com sugestões ao roteiro no início das filmagens. O roteiro foi escrito pelo escritor norte-irlandês Brian Moore. O figurino de Julie Andrews foi preparado por Edith Head. A motocicleta utilizada pelo personagem Gromek foi uma Zündapp 200S.